# Rostek (powiat mrągowski)
Rostek (niem. Rostek, 1938–1945 Steinbruch) – osada leśna w Polsce, w województwie warmińsko-mazurskim, w powiecie mrągowskim, w gminie Piecki. Wchodzi w skład sołectwa Rosocha .
Do 2023 miejscowość była częścią wsi Rosocha.
W latach 1975–1998 Rostek administracyjnie należał do województwa olsztyńskiego.